# 奥谢特罗夫卡农村居民点
奥谢特罗夫卡农村居民点（俄语：Осетровское сельское поселение）是俄罗斯联邦沃罗涅日州上马蒙区所属的一个农村居民点。其下辖有1个居民点，行政中心为奥谢特罗夫卡。据2016年统计，该农村居民点的人口为726人。